# Zyklonsaison im Südwestindik 2012–2013
Die Zyklonsaison im Südwestindik 2012–2013 begann offiziell am 15. November 2012 und endete am 30. April 2013, mit Ausnahme von Mauritius und den Seychellen, wo sie erst am 15. Mai 2013 endete. Diese Daten begrenzen konventionell die Zeit des meteorologischen Jahres der Südhalbkugel, in denen sich im südwestlichen Indik die meisten tropischen Wirbelstürme bilden. Das erste tropische System bildete sich aber bereits am 12. Oktober 2012.
Die tropischen Wirbelstürme in diesem Becken werden durch das Regional Specialized Meteorological Centre (RSMC) in La Réunion, Frankreich überwacht. Das Verantwortungsgebiet von Météo-France umfasst den Indischen Ozean südlich des Äquators und westlich von 90° östlicher Länge. Tropische Wirbelstürme in diesem Bereich werden Zyklone genannt. Das Joint Typhoon Warning Center (JTWC) in Honolulu beobachtet ebenfalls das Wettergeschehen in diesem Seegebiet; es gibt Sturmwarnungen aus, die sich primär an Einrichtungen der Streitkräfte der Vereinigten Staaten im Indischen Ozean richten.

## Stürme

### Intensiver Tropischer Zyklon Anais
Am 12. Oktober veröffentlichte das JTWC einen Tropical Cyclone Formation Alert zu einem System, was sich in der Nähe der Chagos-Inseln befand. Kurz danach aktualisierte das RSMC La Réunion das System zu einer tropischen Störung, die sich zu diesem Zeitpunkt 130 km westlich von Diego Garcia befand und die Bezeichnung 01R bekam. Noch am selben Nachmittag stufte das JTWC das System zu einem tropischen Tiefdruckgebiet herauf und vergab diesem die Bezeichnung 01S. Am folgenden Tag berichtete das RSMC La Réunion, dass sich die Störung zu einem Moderaten tropischen Sturm verstärkt hatte und vergab darum den Namen Anais. Im Laufe des Tages startete Anais eine schnelle Entwicklung, sodass das RSMC La Réunion den Sturm zu einem tropischen Zyklon und das JTWC Anais zu einem Zyklon der Kategorie 1 aktualisierte. Anais setzte seine rapide Intensivierung fort, sodass der Zyklon früh am 14. Oktober von dem RSMC La Réunion zu einem Intensiven tropischen Zyklon aktualisiert wurde. Nur kurz danach stufte das JTWC Anais zu einem Kategorie-3-Zyklon herauf, als das System startete, ein gut-sichtbares Auge zu bilden. Spät am 15. Oktober verschwand das Auge und der Zyklon begann sich abzuschwächen, sodass das JTWC Anais am 16. Oktober zu einem Zyklon der Kategorie 1 herunterstufte. Am folgenden Tag schwächte sich der nur noch schwache Zyklon in einen tropischen Sturm ab, da seine Zirkulation sich weitgehend aufgelöst hatte und die meiste Konvektion verschwand. Zudem setzte moderate vertikale Windscherung aus dem Nordwesten ein, die das System noch weiter schwächte. Am 19. Oktober ging die sich weitgehend aufgelöste Zirkulation von Anais über Madagaskar an Land und sorgte dort für das ein oder andere Gewitter, bevor sie sich später vollständig auflöste.
Anais ist der früheste je beobachtete Intensive tropische Zyklon im Südwestindik. Der Zyklon bildete sich rund 2 Wochen vor dem offiziellen Beginn der Saison im südwestlichen Indik.

### Tropische Störung 02R
Am 8. November entstand weit nordöstlich von La Réunion ein Gebiet niedrigen Luftdruckes. Es zog streng Richtung Westen und bildete eine Zirkulation. Am folgenden Tag entwickelte sich isolierte Konvektion um das System herum. Das Tiefdruckgebiet begann am 12. November Richtung Südwesten zu ziehen und schwächte sich dabei merklich ab. Es wurde immer unorganisierter, sodass das JTWC das Beobachten des Systems beendete. Als das Tiefdruckgebiet am frühen Morgen des 15. Novembers aber wieder an Stärke gewann, begann das JTWC erneut es zu beobachten. Zur selben Zeit klassifizierte das RSMC La Réunion das System als eine tropische Störung und vergab dieser die Bezeichnung 02R. Da sich die Störung am nächsten Tag nicht mehr weiterentwickeln konnte und immer unorganisierter wurde, stoppte das RSMC La Réunion Warnungen zum System auszugeben.

### Schwerer Tropischer Sturm Boldwin
Am 13. November entstand an der Westküste von Sumatra ein Cluster von Gewittern. Über die nächsten Tage entwickelte sich aus dem Cluster eine Zirkulation, die sich soweit organisiert hatte, um am 23. November vom RSMC La Réunion als tropische Störung 03R klassifiziert zu werden. Die Störung entwickelte sich rasch und verstärkte sich am frühen Morgen des 24. Novembers erst in eine tropische Depression und nur 6 Stunden später in einen Moderaten tropischen Sturm, der den Namen Boldwin bekam. Später am selben Tag begann das JTWC den Sturm ebenfalls zu beobachten und gab diesem die Bezeichnung 02S. Im Laufe des Nachmittages stellte das RSMC La Réunion fest, dass Boldwin sich weiter verstärkt hatte und stufte den Sturm darum zu einem Schweren tropischen Sturm herauf. Am 25. November verursachte vertikale Windscherung eine Verdrängung von Boldwin's Konvektion nach Südosten. Noch am selben Tag schwächte sich Boldwin aufgrund der Windscherung in einen Moderaten tropischen Sturm ab. In der Nacht zum folgenden Tag löste sich Boldwin's Zirkulation weitgehend auf, sodass das JTWC die letzte Warnung zu dem Sturm herausgab. Zum selben Zeitpunkt meldete das RSMC La Réunion, dass sich der Sturm weiter in eine tropische Depression abgeschwächt hatte. In den Frühstunden des 26. Novembers veröffentlichte das RSMC La Réunion die letzte Warnung zu dem System, da es sich in ein Resttief degeneriert hatte.

### Intensiver Tropischer Zyklon Claudia
Am 29. November begann das U.S. Naval Research Laboratory (NRL) mit der Überwachung eines tropischen Systems, das sich im australischen Verantwortungsbereich befand. Es bewegte sich nach Südwesten und konnte sich in der folgenden Woche wegen schwacher Windscherung langsam entwickeln. Am 6. Dezember hatte sich dieses soweit organisiert, sodass das JTWC einen Tropical Cyclone Formation Alert veröffentlichte und das RSMC La Réunion es zu einer tropischen Störung aktualisierte, die die Bezeichnung 04R erhielt. Zum Zeitpunkt der Aktualisierung befand sich die Störung 900 km südöstlich von Diego Garcia. Am folgenden Tag wurde die Störung, die inzwischen eine tropische Depression war, vom RSMC La Réunion zu einem Moderaten tropischen Sturm eingestuft, der den Namen Claudia bekam.

### Tropischer Zyklon Dumile
Am 28. Dezember setzte ein Tiefdruckgebiet direkt westlich eines Antizyklons seine Organisierung fort und wies einen signifikanten Anstieg der Konvektion auf.
Am folgenden Tag wurde es vom RSMC La Réunion zu einer tropischen Störung aktualisiert und erhielt die Bezeichnung 05R. Zu diesem Zeitpunkt lag das Zentrum rund 1500 km nordöstlich von La Réunion. Bis zum Jahreswechsel bewegte sich die Störung unter langsamer Verstärkung nach Westen. Am 1. Januar wurde sie zu einem Moderaten tropischen Sturm hochgestuft und erhielt deshalb den Namen Dumile. In der folgenden Nacht änderte der Sturm seinen Kurs wie vorhergesagt in südliche Richtung und verstärkte sich weiter. Am 2. Januar um 10 Uhr (Ortszeit) löste der Präfekt von La Réunion die Warnstufe Orange aus, was bedeutet, dass sich die Bevölkerung auf einen Zyklonalarm innerhalb der nächsten 24 Stunden einzustellen hat. Die Alarmstufe Rot, welche unter anderem ein vollständiges Ausgehverbot umfasst, galt schließlich am 3. Januar von 10 bis 20 Uhr. Der Sturm erreichte zu diesem Zeitpunkt 10-minütige Windgeschwindigkeiten von 130 km/h, sodass er als Kategorie-1-Zyklon eingestuft wurde. Seine nächste Annäherung an bewohntes Gebiet erreichte er in dieser Stärke um 13 Uhr Ortszeit, als er die Westküste der Insel in 95 km Entfernung in südlicher Richtung passierte. Sturmböen mit Spitzen von 175 km/h, hohe Brandung und Regenmengen von bis zu 659 mm innerhalb von 24 Stunden führten zu erheblichen Schäden an der technischen Infrastruktur. Innerhalb 48 Stunden wurden am Cratère Commerson gar 1187 mm Niederschlag registriert, im Cirque de Salazie immerhin noch 793 mm. Die höchsten Wellen an der Pointe du Gouffre erreichten 11 m.

In den Folgetagen entfernte sich der Sturm unter rascher Abschwächung Richtung Südosten und galt ab dem 5. Januar bereits als außertropisches Tiefdruckgebiet.

### Moderater Tropischer Sturm Emang
Ab dem 29. Dezember begann das JTWC mit der Beobachtung einer Störungszone, die sich rund 800 km nordwestlich von Learmonth, Australien gebildet hatte. Diese zog in der Folge langsam Richtung Westen und damit in den Beobachtungsbereich des RSMC La Réunion. Dieses aktualisierte die Zone am 12. Januar zur tropischen Störung 06R. Am 13. Januar erreichte die Windgeschwindigkeit den Wert von 35 Knoten, sodass die Störung zu einem Moderaten tropischen Sturm hochgestuft wurde und den Namen Emang erhielt. Emang befand sich zu diesem Zeitpunkt etwa 1100 km südöstlich von Diego Garcia. Entgegen der Prognosen des RSMC La Réunion schwächte sich das System in den folgenden 24 Stunden wieder zu einer tropischen Störung ab. Am 17. Januar degenerierte es sich in ein Resttief, sodass die Warnzentren an diesem Tag ihre letzten Warnungen veröffentlichten.

### Intensiver Tropischer Zyklon Felleng
Am 26. Januar meldete das RSMC La Réunion die Bildung der tropischen Depression 07R. Diese lag zu dem Zeitpunkt rund 1500 km nordöstlich von La Réunion. Beim JTWC Pearl Harbor wurde ebenfalls eine Warnung für einen tropischen Zyklon veröffentlicht. Am 28. Januar vormittags erreichte die Windgeschwindigkeit den Wert von 35 Knoten, sodass die tropische Depression zu einem Moderaten tropischen Sturm hochgestuft wurde und den Namen Felleng erhielt. Bereits um 22 Uhr Ortszeit erreichte die 10-minütige Windgeschwindigkeit den Wert von 50 Knoten, sodass Felleng zu einem Schweren tropischen Sturm aktualisiert wurde. Am nächsten Morgen um 10 Uhr erreichte er Zyklonstärke, sein Zentrum lag rund 800 km nördlich von La Réunion. Die Prognosen rechneten mit einer weiteren Verstärkung und einer Zugbahn entlang der Ostküste Madagaskars Richtung Süden. Am 29. Januar um 19 Uhr wurde für Réunion die Voralarmstufe Gelb ausgelöst. Im Laufe der folgenden Nacht verstärkte sich Felleng weiter und wurde am Morgen zum Intensiven tropischen Zyklon. Am Abend des 30. Januar stellte das RSMC erstmals eine leichte Abschwächung fest, und bereits am nächsten Morgen galt Felleng nur noch als tropischer Zyklon. Am 1. Februar morgens erfolgte die Rückstufung zum Schweren tropischen Sturm. Am Abend wurde in Réunion die Warnstufe Gelb wieder aufgehoben, wenn sich auch der abziehende Sturm nochmals kurzzeitig auf Zyklonstufe verstärkte. Am 3. Februar folgte das letzte Bulletin des RSMC, nachdem Felleng den 30. südlichen Breitengrad überschritten und sich zu einem außertropischen Tiefdruckgebiet zurückgebildet hatte.

Die Auswirkungen des Sturms waren hauptsächlich an der Ostküste Madagaskars zu spüren. Dort wurden auch 9 Todesopfer gemeldet. Auf Réunion sorgten ergiebige Niederschläge und vor allem die starke Brandung an der Küste für einige Beeinträchtigungen im Straßenverkehr und vereinzelt bei der Trinkwasserversorgung.

### Tropischer Zyklon Gino
Am 11. Februar nahm das RSMC La Réunion die Beobachtung einer Störung südöstlich von Diego Garcia auf und veröffentlichte erstmals ein Bulletin zur tropischen Depression 08R. Im Laufe des Tages verstärkte sie sich zu einem Moderaten tropischen Sturm und erhielt folglich den Namen Gino. Am 12. Februar wurde Gino vom RSMC zum Schweren tropischen Sturm aktualisiert, und am folgenden Tag erreichte er Zyklonstärke. Am Abend des 14. Februar stufte das RSMC Gino wieder zum Schweren tropischen Sturm zurück, und am 15. Februar wurde die Beobachtung des Tiefdruckgebiets eingestellt.
Gino bewegte sich während seiner gesamten Lebensdauer über dem offenen Meer und bedrohte zu keinem Zeitpunkt bewohntes Gebiet.

### Tropischer Zyklon Haruna
Am 12. Februar entwickelte sich an der Küste von Mosambik ein Gebiet von Konvektion. Im Laufe der folgenden Tage machte das System eine komplette Schleife über der Straße von Mosambik und konnte sich allmählich organisieren. Aufgrund von sehr warmen Wasseroberflächentemperaturen hatte sich es soweit entwickelt, um am 18. Februar vom RSMC La Réunion zu einer tropischen Störung aktualisiert zu werden, die die Bezeichnung 09R zu erhalten. Die Störung intensivierte sich rapide und wurde bereits am frühen Morgen des nächsten Tages zu einem Moderaten tropischen Sturm heraufgestuft, der den Namen Haruna bekam.
Durch die Auswirkungen von Haruna sind in Madagaskar mindestens 23 Menschen ums Leben gekommen und 16 werden noch vermisst.

### Tropischer Zyklon Imelda
Am 3. April begann das JTWC, ein Gebiet von Konvektion über dem Indischen Ozean zu beobachten. Zwei Tage später startete auch das RSMC La Réunion, Warnungen zu dem System herauszugeben und aktualisierte es zur tropischen Störung 10R.

## Sturmnamen
Tropische Wirbelstürme erhalten in diesem Becken einen Namen, sofern sie mindestens die Stärke eines moderaten tropischen Sturmes erreichen. Wenn ein System diese Stärke westlich von 55° östlicher Länge erreicht, wird der Name durch das Sub-Regional Tropical Cyclone Advisory Centre in Madagaskar zugewiesen; erreicht der Sturm diese Stärke zwischen 55° und 90° östlicher Länge ist das Regional Tropical Cyclone Advisory Centre in Mauritius für die Namensvergabe zuständig. Neue Namenslisten werden jedes Jahr herausgegeben, weswegen von der Liste der Namen tropischer Wirbelstürme keine Namen gestrichen werden. Die Namensliste für die Zyklonsaison im Südwestindik 2012–2013 wurde durch Météo-France im August 2009 bekanntgegeben. Die folgenden Namen wurden für benannte Stürme benutzt:
Anais, Boldwin, Claudia, Dumile, Emang, Felleng, Gino, Haruna, Imelda, Jamala